# سفارت هائیتی در لندن
سفارت هائیتی در لندن (به انگلیسی: Embassy of Haiti) یک سفارت در بریتانیا است که در لندن واقع شده‌است.